# Orsanco
Orsanco (tiếng Basque: Ostankoa) là một xã thuộc tỉnh Pyrénées-Atlantiques trong vùng Nouvelle-Aquitaine miền tây nam nước Pháp.